# Myelochroa salazinica
Myelochroa salazinica är en lavart som beskrevs av Sheng L. Wang, J. B. Chen & Elix. Myelochroa salazinica ingår i släktet Myelochroa och familjen Parmeliaceae.   Inga underarter finns listade i Catalogue of Life.